# Lay Lady Lay
Lay Lady Lay ist ein Country-Song von Bob Dylan, den er 1969 auf seinem Album Nashville Skyline veröffentlichte. Die Single mit der B-Seite Peggy Day erreichte Platz 7 der US-Pop-Charts.

## Entstehung
Ursprünglich soll Dylan das Stück für den Film Asphalt-Cowboy geschrieben haben, dann aber nicht rechtzeitig fertig geworden sein. Die Aufnahmen fanden am 14. Februar 1969 in Nashville unter der Leitung des Produzenten Bob Johnston statt. Wie bei allen Songs des Albums Nashville Skyline ist der Gesangsstil für Dylan eher untypisch. Seine Stimme klingt anders als bei früheren Aufnahmen, nämlich tief und sauber (Crooning). Dylan erklärte die veränderte Stimme später damit, dass er kurz vor Beginn der Aufnahmen mit dem Rauchen aufgehört habe.
Musikalisch war Dylan zu jener Zeit auf der Suche. Nachdem er sich von der Folkszene abgewandt hatte, experimentierte er nach einem schweren Motorradunfall 1966 mit Country-Musik. Sein 1967 erschienenes Album John Wesley Harding enthielt erste Einflüsse aus diesem Genre, vor allem bei den Songs Down Along the Cove und I'll Be Your Baby Tonight, bei denen Dylan mit Pete Drake auch einen Steel-Gitarristen einsetzte.

## Inhalt
Der poetische Text beschreibt einen Mann, der seine Liebste darum bittet, die Nacht mit ihm zu verbringen und nicht gleich wieder zu gehen. Er sagt ihr, dass er ihr alle Wünsche erfüllen werde (Whatever colors you have in your mind/ I’ll show them to you and you’ll see them shine). Außerdem versucht er ihr klarzumachen, dass er der richtige Mann für sie sei und sie nicht weiter nach der wahren Liebe suchen müsse, denn sie habe diese in ihm bereits gefunden (Why wait you any longer for the one you love/ When he’s standing in front of you).

## Rezeption
In den USA erreichte die Single Platz 7 der US-Billboard-Pop-Charts und war damit einer von Dylans größten Charterfolgen. In Großbritannien erreichte der Song Platz 5. Dylan spielte Lay Lady Lay später auch häufig live. Eine bekannte Live-Aufnahme erschien 1976 auf Hard Rain.

## Coverversionen
Die Byrds veröffentlichten bereits im Mai 1969 eine Coverversion des Songs, die in den Charts jedoch weit weniger erfolgreich war als das Original. In den vorangegangenen Jahren hatten sie mit Dylan-Songs große Erfolge gefeiert; ihre größten Hits (Mr. Tambourine Man und My Back Pages) stammen aus seiner Feder.
Die Everly Brothers veröffentlichten das Stück auf ihrem Album EB 84. Weitere Versionen erschienen von Duran Duran, Melanie, Ministry, Bryan Adams, Ben E. King, Neil Diamond, Dick Hyman, Cher, Magnet & Gemma Hayes (UK: #79), The Isley Brothers, Eddie & Ernie, Ramblin' Jack Elliott und Malaria!. 
Bereits im April 1969 spielte Keith Jarrett eine jazzige Instrumentalfassung ein; ein Jahr später folgte David T. Walker. Im Bereich Soul interpretierte Isaac Hayes Lay Lady Lay.